# شیونگ‌نو

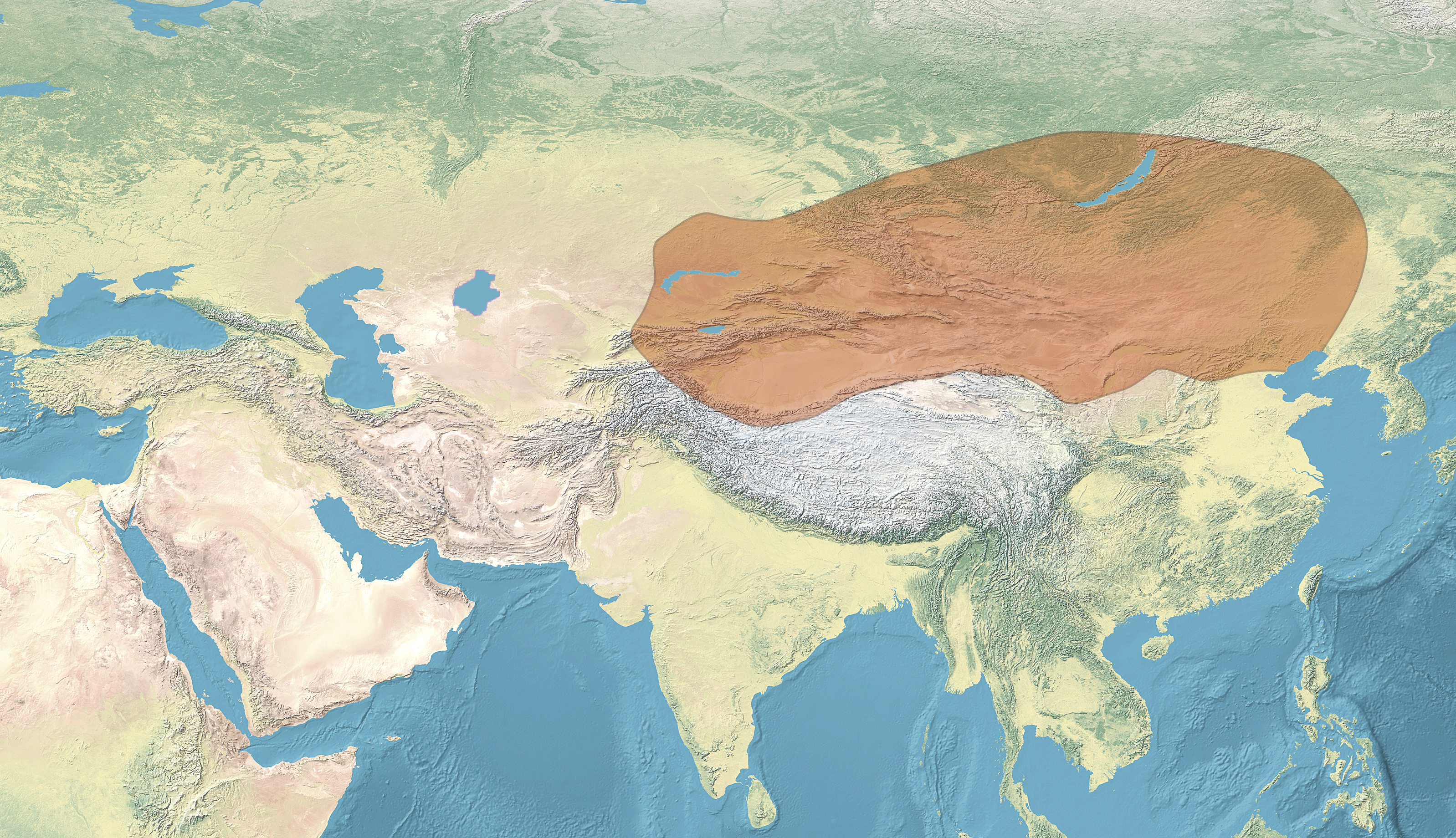
قلمرو شیونگ‌نو در قرن دوم پیش از میلاد (قبل از جنگ هان–شیونگ‌نو در ۱۳۳ پیش از میلادی تا ۸۹ میلادی): شامل مغولستان، قزاقستان شرقی، قرقیزستان شرقی، سیبری جنوبی و بخش‌هایی از شمال چین مانند منچوری غربی، سین کیانگ، مغولستان داخلی و گانسو است.

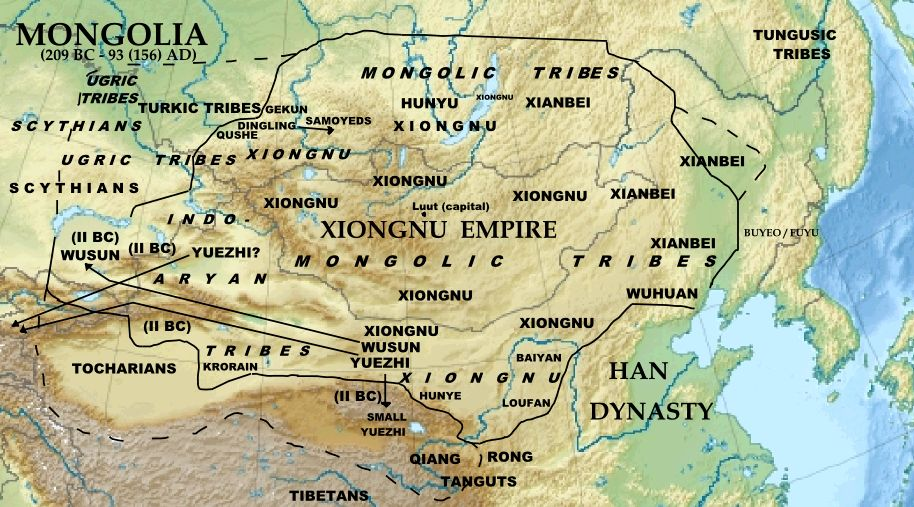
شیونگ نو - قبیله‌های آریایی در غرب نقشه مشخص است

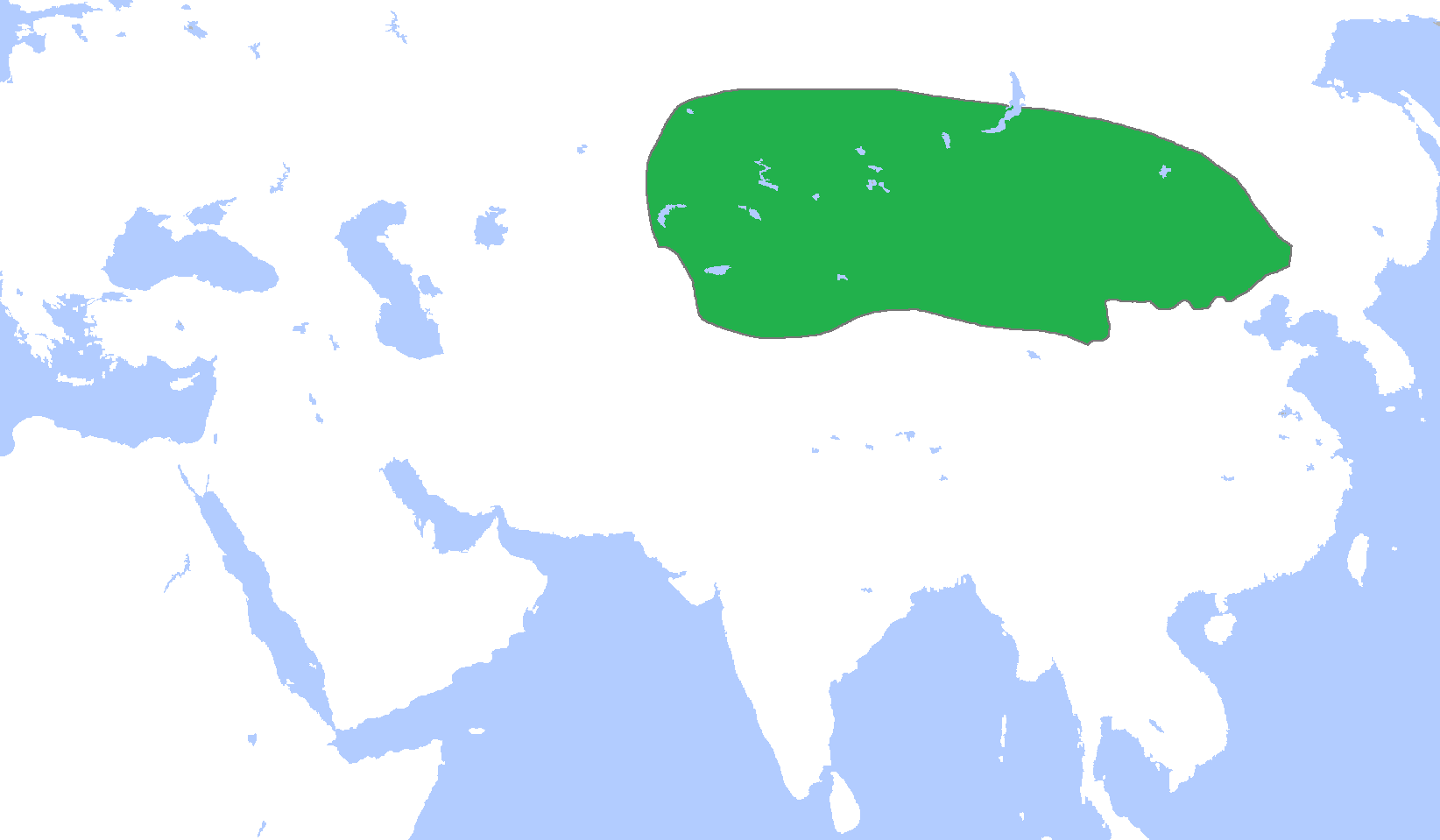
محدوده شیونگ نو شامل مغولستان، منچوری غربی، سین کیانگ، شرق قزاقستان، شرق قرقیزستان، مغولستان داخلی و گانسو.

شیونگ‌نو یا هیونگ‌نو (در منابع علمی XIONGNU یا Hsiung-nu یا Hiung-nu یا Xiong-nu به معنای بردگان ظالم) (آوانگاری سازگار با گویش چینی بر پایه گزارش سیما چیان از واژه خیَئونَ اوستایی) یک کنفدراسیون قبیله‌ای از عشایر کوچ‌نشین اوراسیایی بود که بر اساس منابع کهن چینی، از قرن سوم پیش از میلاد تا اواخر قرن اول میلادی در شرق استپ اوراسیا (امروزه مغولستان، مغولستان داخلی، سیبری، سین‌کیانگ، گانسو) ساکن بودند. منابع چینی گزارش می‌دهند که مودو چانیو، در سال ۲۰۹ پیش از میلاد، امپراتوری شیونگ‌نو را تأسیس کرد. فرضیات مختلفی برای زبان آن‌ها توسط محققان ارائه داده شده است. هون یک اصطلاح جمعی برای سوارکاران با ریشه‌های مختلف بود که سبک زندگی عشایری یا نیمه عشایری را پیش می‌بردند. به باور پژوهشگران تصور می‌شود که ریشه هون‌ها به شیونگ‌نو بازمی‌گردد

## تاریخ
شیونگ‌نو اولین بار در سوابق تاریخی چین در قرن پنجم قبل از میلاد ظاهر شد، زمانی که تهاجمات مکرر آنها باعث شد پادشاهی‌های کوچک شمال چین شروع به برپایی چیزی کنند که بعدها به دیوار بزرگ تبدیل شد. شیونگ‌نو پس از قرن سوم قبل از میلاد، زمانی که یک کنفدراسیون قبیله‌ای دوردست را تحت فرمانروایی که نام چانیو که عنوانی معادل تقریبی نامگذاری امپراتور چین به عنوان tianzi (پسر آسمان) است را برگزید، تشکیل دادند، به یک تهدید واقعی برای چین تبدیل شدند. آنها بر سرزمینی حکومت می‌کردند که از غرب منچوری (استان‌های شمال شرقی) تا پامیر امتداد داشت و بیشتر سیبری و مغولستان کنونی را پوشش می‌داد. شیونگ‌نو جنگجویان سرسخت سواری بودند که می‌توانستند تا ۳۰۰هزار کماندار اسب‌سوار را در نفوذهای دوره‌ای خود به شمال چین جمع‌آوری کنند، و آنها چیزی بیش از یک بازی برای ارابه‌های چینی با قابلیت مانور کمتر بودند. تکمیل دیوار بزرگ در امتداد سراسر مرز شمالی چین در طول دودمان چین (۲۲۱–۲۰۶ پیش از میلاد) حملات شیونگ‌نو را کند کرد اما آن را متوقف نکرد. فرمانروایان اولیه سلسله هان سعی کردند با ازدواج فرمانروایان عشایر شیونگ‌نو با شاهزاده‌خانم‌های چینی آنها را کنترل کنند، اما حملات شیونگ‌نو علیه چین به صورت دوره ای ادامه یافت تا اینکه امپراتور وو هان (حکومت ۱۴۱/۱۴۰–۸۷/۸۶ پ. م) سیاست تهاجمی شدیدی را علیه عشایر شیونگ‌نو آغاز کرد و لشکری را به مرکز چین فرستاد تا آنها را دور بزنند و با دشمنان شیونگ‌نوها، برای اتحاد بر ضد آنها مذاکره کنند.

## ریشه‌شناسی

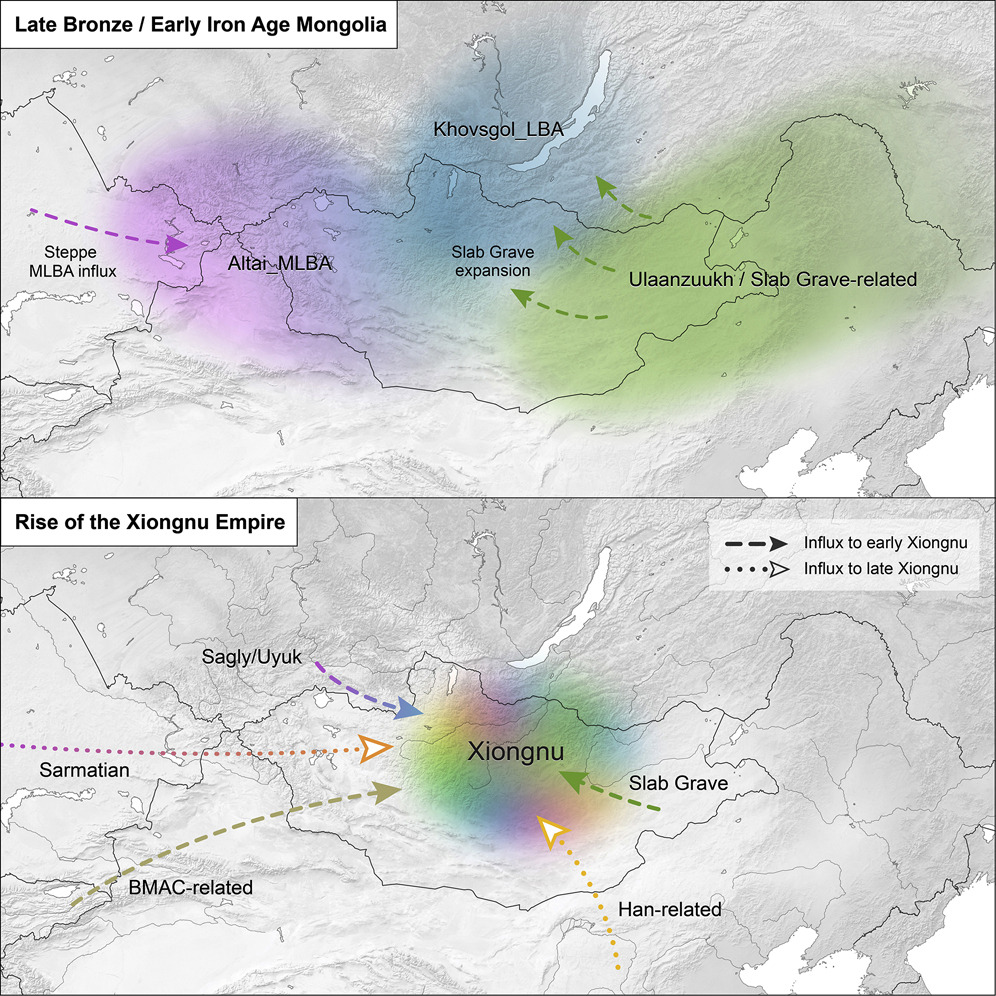
گسترش کوچ نشینان به مغولستان حدوداً ۱۰۰۰ سال پیش از میلاد (عصر آهن اولیه) و شکل‌گیری شماتیک امپراتوری شیونگ‌نو در قرن سوم پیش از میلاد

چندین نظریه در مورد هویت و منشأ قومی-زبانی شیونگ‌نوها وجود دارد.

### نظریه ارتباط باهون‌ها
فرضیه شیونگ‌نو-هون در اصل توسط مورخ فرانسوی قرن ۱۸ میلادی، ژوزف گیگن ارائه شد. او متوجه شد که مورخان چین باستان به اعضای قبایل مرتبط با شیونگ نو با نام‌هایی شبیه به نام «هون» اشاره کرده‌اند. وی همچنین خاطر نشان می‌کند که در الفبای زبان باستانی سغدی، هم شیونگ‌نوها و هم هون‌ها با عنوان γwn (xwn) یاد می‌شدند، که نشان می‌دهد این دو نام مترادف بوده‌اند. اگرچه این نظریه که شیونگ‌نوها پیشینیان هون‌ها بودند، اکنون توسط بسیاری از محققان پذیرفته شده، اما هنوز به یک اجماع کلی تبدیل نشده است.

### نظریه ایرانی زبان بودن شیونگ نو
نظریه دیگری که در میان محققان وجود دارد عنوان می‌کند که شیونگ‌نوهاش احتمالاً ایرانی بودند.
هرلد والتر بیلی نظریه زبان ایرانی شیونگ‌نوها را مطرح کرد، با این استدلال که تمامی نام‌های اولیه شیونگ‌نو در قرن دوم قبل از میلاد، از یکی از زبان‌های ایرانی شرقی بوده است.همچنین طبق یافته‌های بیلی هر چند در میان شیونگ‌نوها طوایف و گروه‌های ایرانی‌زبان بودند، اما نمی‌توان شیونگ‌نوها را از اقوام ایرانی‌تبار دانست، بلکه به احتمال قوی‌تر آنها قبلاً تابع یک قوم ایرانی بوده‌اند و الگوی عشایری و فرهنگ و زبان ایرانی را از آنها آموخته‌اند.
در کتاب تاریخ تمدن‌های آسیای مرکزی نوشته  یانوش هارماتا  که در سال ۱۹۹۴ توسط یونسکو منتشر شد،آمده  که قبایل شیونگ‌نو دارای نام‌های ایرانی بوده‌اند، و همه کلمات شیونگ‌نو که توسط چینی‌ها ذکر شده است را می‌توان از یک زبان سکایی دانست؛ بنابراین اکثر قبایل شیونگ‌نو به یکی از زبان‌های ایرانی شرقی صحبت می‌کردند.
بر اساس مطالعه‌ای که در سال ۲۰۲۰ میلادی در دانشگاه کمبریج انجام شد، ۱۸ درصد از ژنتیک شیونگ‌نوها مربوط به افرادی از تمدن آمودریا است که در مردم امروزی ایران رایج است. حدود ۲۲ درصد دیگر از تبار اوراسیای غربی شیونگ‌نوها به فرهنگ سینتاشتا مرتبط بود. بقیه تبار آنها (۶۰٪) متعلق به جمعیت استان خووسگول در شرق آسیا و در اواخر عصر برنز بود.

### نظریه ینی‌سئیایی
لایوس لیگتی خاورشناس و زیست‌شناس مجارستانی که در زمینه زبان‌های مغولی و ترکی تخصص دارد، اولین دانشمندی بود که پیشنهاد کرد شیونگ‌نوها به یکی از زبان‌های ینی‌سئیایی صحبت می‌کرده‌اند. در اوایل دهه ۱۹۶۰ میلادی، ادوین پولی بلانک این ایده را با شواهد معتبر گسترش داد. نظریه ینی‌سئیایی توضیح می‌دهد که «مردم جای» (jie people)، یک قوم غربی از شیونگ‌نوها، به زبان ینی‌سئیایی صحبت می‌کردند. بلانک خاطرنشان می‌کند که زبان غالب شیونگ‌نوها احتمالاً ترکی یا ینیسی بوده است، اما متذکر شده است که شیونگ‌نوها قطعاً یک جامعه چند قومیتی بوده‌اند.

### نظریهترک بودنشیونگ‌نوها
بر اساس مطالعه‌ای که توسط الکساندر ساولیف و چونگوون جونگ در سال ۲۰۲۰ میلادی در مجله «علوم انسانی تکاملی» توسط انتشارات دانشگاه کمبریج منتشر شد، «احتمالاً بخش غالب جمعیت شیونگ‌نو به زبان ترکی صحبت می‌کردند». با این حال، مطالعات ژنتیکی، ترکیبی از تک گروه‌های مختلف از آسیای غربی و شرقی یافتند که تنوع ژنتیکی زیادی را در درون مردم شیونگ‌نو نشان می‌دهد. نظریه ترک‌زبان بودن شیونگ‌نوها ممکن است مربوط به تبار شرق آسیایی شیونگ‌نوها باشد.
از طرفداران نظریه ترک‌زبان بودن شیونگ‌نوها می‌توان به ژان-پی‌یر ابل-رموزا، چین‌شناس فرانسوی اشاره کرد. رموزا بیان می‌کند که شیونگ‌نوها احتمالاً به یکی از زبان‌های «نیا ترکی» صحبت می‌کردند. کریگ جی. بنجامین، مورخ استرالیایی، و استاد تاریخ در دانشگاه مک‌کواری، شیونگ‌نوها را نیا ترک ها(proto-Turks)، یا نیامغول‌هایی (proto-Mongols) می‌داند که احتمالاً به یکی از زبان‌های ینی‌سئیایی یا تونگوزی صحبت می‌کرده‌اند.
منابع چینی چندین قوم ترک را به شیونگ‌نوها مرتبط می‌کنند:
۱.گوک ترک‌ها و طبقه حاکم آنان یعنی خاندان آشینا
۲. اقوام و مردمان اویغور
خاقان‌های اویغور ادعا می‌کردند که تبارشان از شیونگ‌نوها است. (طبق منابع چینی، بنیانگذار خاقانات اویغور یک حاکم شیونگ‌نو بود).
همچنین برخی منابع تاریخی چین، منشأ شیونگ‌نوها را به خیتان‌های مغول نسبت می‌دهند.

### نظریه نسبمغولی
مورخان و باستان شناسان مغول و برخی دانشمندان دیگر این فرضیه را مطرح کرده‌اند که شیونگ‌نوها به زبانی مرتبط با زبان‌های مغولی صحبت می‌کردند. باستان شناسان مغول اظهار داشتند که مغولان باستان (نیا مغول‌ها) که پیش از عصر آهن، در حوالی شمال چین و مغولستان امروزی ساکن بودند اجداد شیونگ‌نوها بوده‌اند، و در مقابل برخی از محققان احتمال داده‌اند که شیونگ‌نوها اجداد مغول‌ها بوده‌اند. نیکیتا بیچورین شیونگ نو و شیان بی‌های مغول را دو دودمان از یک قومیت می‌دانست.
کتاب باستانی تانگ از بیست قبیله شیوآی (shiwei) نام می‌برد، که سایر منابع چینی آنها را با خیتان‌ها مرتبط می‌دانستند، مردم خیتان که به نوبه خود از تبار شیان بی بودند با شیونگ‌نوها نیز مرتبط بودند.
چنگیز خان مغول در نامه خود به کیو چوجی از عصر پادشاهی مودو چانیو، با عنوان «دوران دور چانیوی ما» (The remote times of our Chanyu) یاد می‌کند. همچنین نماد خورشید و ماه شیونگ نو که توسط باستان شناسان کشف شد شبیه به نماد ملی مغولستان امروزی (نماد سویومبو) است.

### نظریه زبان مجزا
گرهارد دورفر زبان‌شناس آلمانی، هرگونه ارتباط بین زبان شیونگ نو و هر زبان شناخته شده دیگری، حتی هرگونه ارتباط با زبان ترکی یا مغولی را رد کرده است.

## ژنتیک

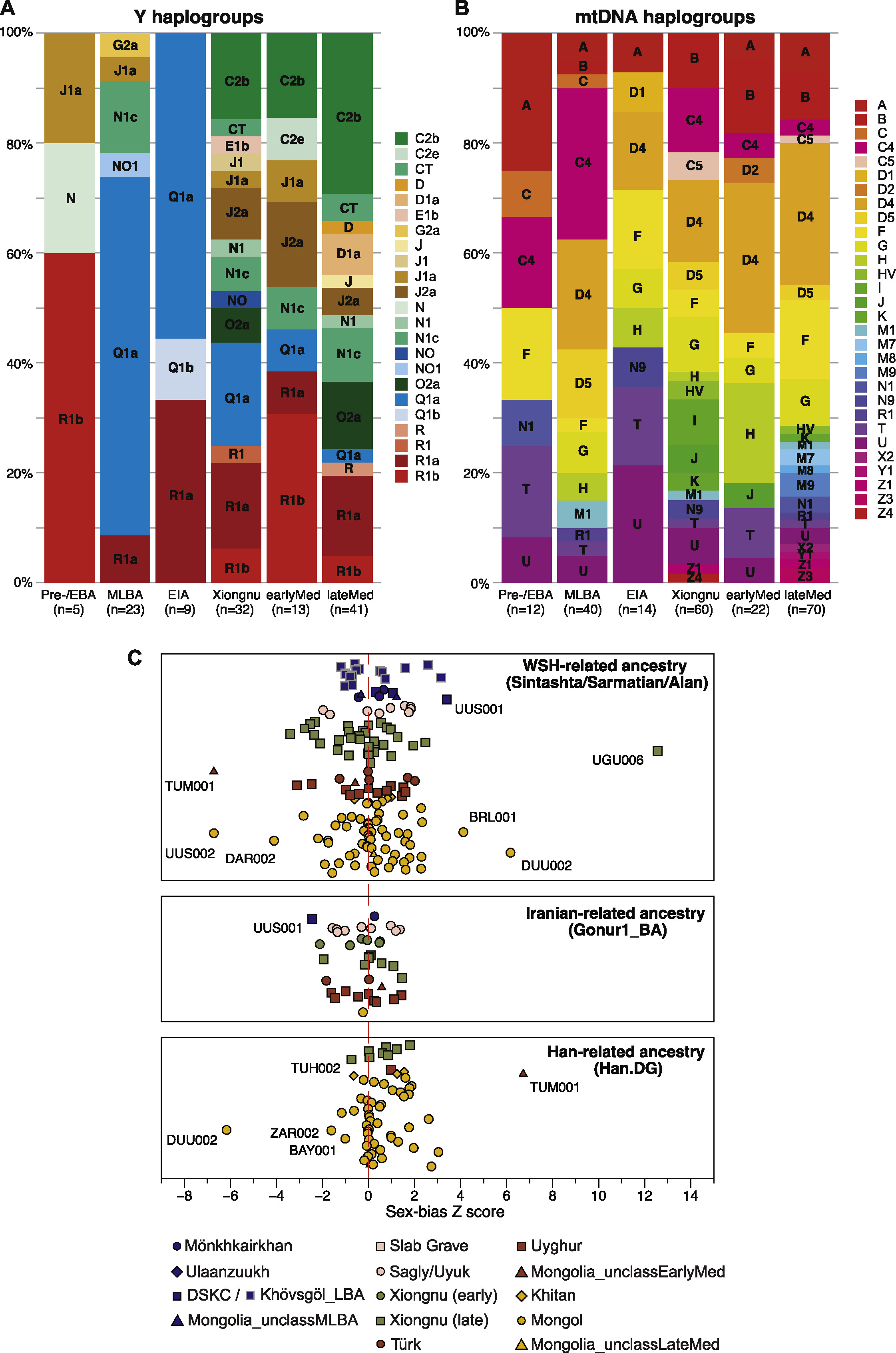
شجره نامه ژنتیک

یک مطالعه در سال ۲۰۰۳ نشان داد که ۸۹٪ از نسب مادری شیونگ‌نوها منشأ آسیای شرقی دارند، در حالی که ۱۱٪ مربوط به اوراسیا غربی هستند. با این حال، یک مطالعه دیگر در سال ۲۰۱۶ نشان داد که ۳۷٪ از ژنتیک مادری شیونگ نو در یک نمونه در مغولستان، منشأ اوراسیای غربی داشتند.
با توجه به تحقیقات مشترک الاند راجرز از دانشگاه کیل و فردریکا کاستل از دانشگاه ایندیانا، جمعیت شیونگ نو بسیار شبیه به مردمان مغول باستان (نیا مغول‌ها) است که دارای فراوانی مشابهی از تک گروه‌های مادری شرقی و غربی بود، این تحقیقات ژنتیکی نشان می‌دهد که تقریباً ۲۷٪ از تک گروه‌های مادری شیونگ نو از غرب اوراسیا بودند، در حالی که بقیه از شرق آسیا بودند.
همچنین این تحقیقات نشان داد که تقریباً ۴۷٪ از تک گروه‌های پدری شیونگ‌نو منشأ اوراسیا غربی داشتند، در حالی که بقیه ژنتیک آنها (۵۳٪) منشأ آسیای شرقی داشت.

## نگارخانه

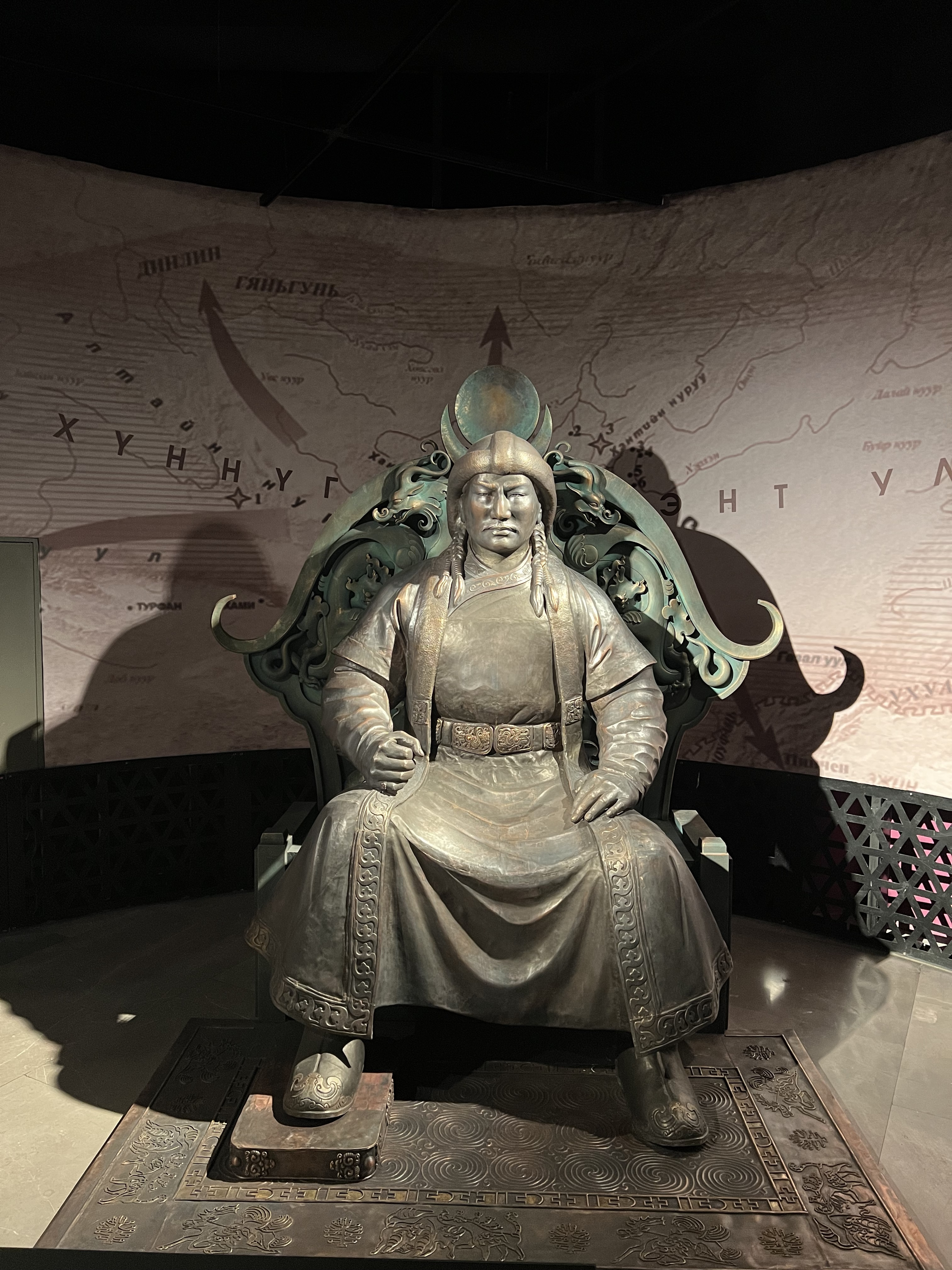
مجسمه مودو چانیو، موزه ملی چنگیز خان، اولان باتور

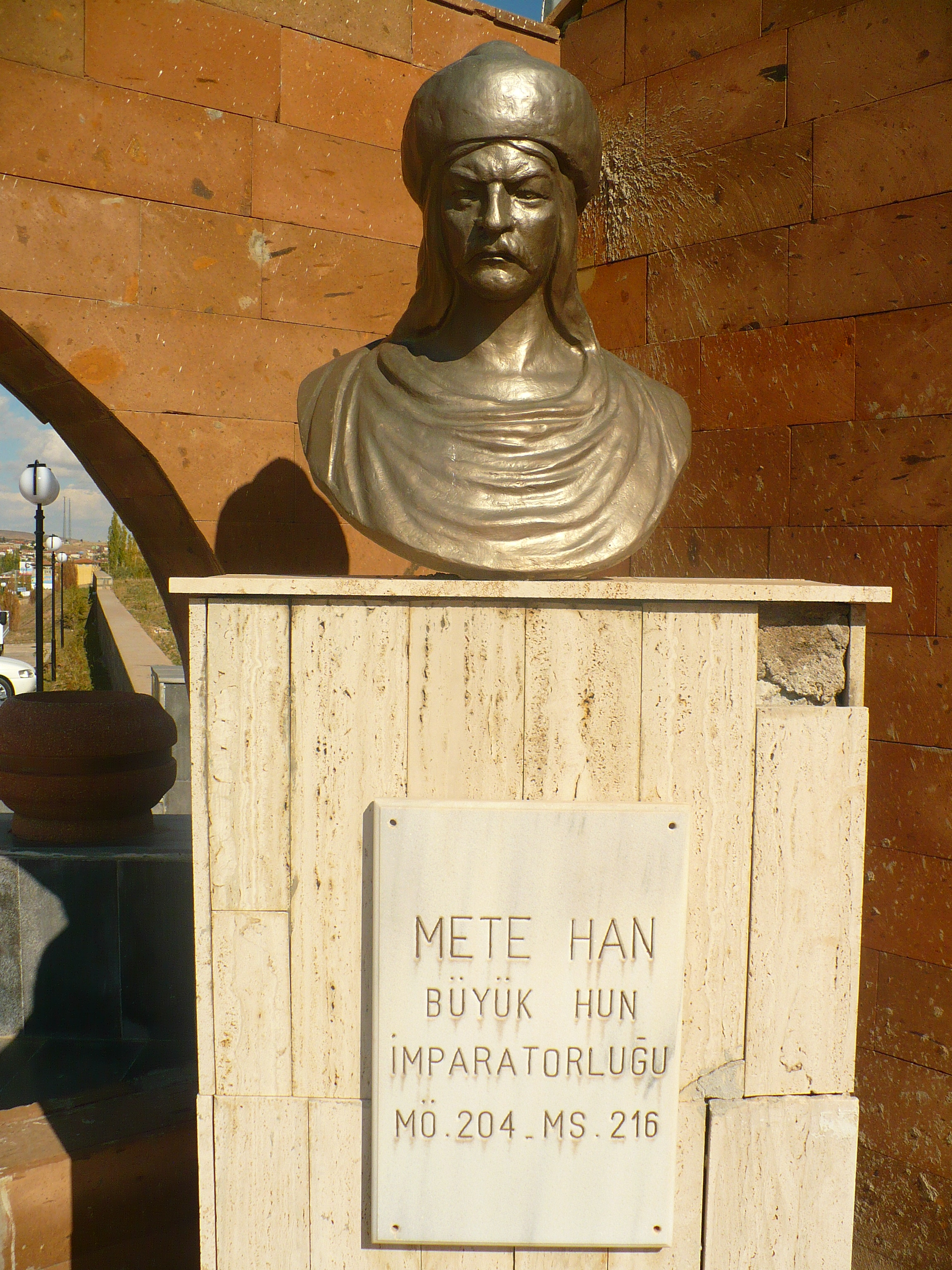
سردیس مودو چانیو (مته خان) در قیصریه، ترکیه